# 英国占領
『英国占領』（えいこくせんりょう）は、作家マリ・デイヴィスの2作目の長編小説であり、ナチス・ドイツが第二次世界大戦で英国に勝利した後の占領下の英国を舞台に描かれた歴史改変SFである。サイドワイズ賞を受賞している。

## ストーリー
1940年代早々に英国はナチス・ドイツに敗北し英国本土は占領された。国王ジョージ6世とウィンストン・チャーチルはカナダへ亡命し、オズワルド・モズレーはドイツに非協力的な態度でロンドン塔に幽閉されていた。ドイツはウィンザー公を新たな君主として即位させるため妻のウォリス・シンプソンと共に英国に帰還させた。レジスタンス活動は国外と協力して密かに続けられていた。
英国本土防衛戦に出征し捕虜となっていた元教師のニコラス・ペニーは、ドイツ留学の経験とドイツ語力を評価され、ドイツ占領軍に協力することを条件に英国内の捕虜収容所から釈放され故郷に戻ってきた。そこでのペニーの仕事とは「英独友好同盟」、すなわちドイツ軍と英国民の融和をはかる組織を、英国西部地方軍政長官であるグラース将軍の下で立ち上げることであった。
ペニーはグラース将軍直属の英独友好同盟の軍曹として働き始めるが、占領軍の中ではドイツ国防軍と親衛隊の軋轢に悩まされ、英国民としては占領を潔しとしない者達からは対独協力者として白い目で見られ、占領軍に取り入ろうとする者達からは嫉妬の念を抱かれてしまう。ペニーは故郷で戦争から帰還してきた幼馴染達と旧交を温めると共に彼らのレジスタンス活動に協力するようになるが、ある日レジスタンス活動中に逮捕された幼馴染の一人がペニーの目の前で死亡するという事件が起きた。友人の死後、一層レジスタンス活動に深入りするペニーだったが、ドイツ側に妨害されるレジスタンスの行動も少なくなかった。
ドイツは大陸でソビエト連邦への侵攻を開始し、日本も電撃的な太平洋の制圧をめざして動きはじめ、時間の経過と共に占領政策も苛烈さを増していった。それまでは目立ったユダヤ人政策が見られなかった占領下の英国でも本国並みの弾圧が始まるに連れて、その活動を実施する親衛隊の勢力が増大していった。古くからの知人達が強制収容所に送られ、ペニーを親衛隊から庇護してくれていた上司のグラース将軍は東部戦線へ転属して行ってしまった。
占領軍が新しいイギリス国王にウィンザー公を即位させるため、レガリアの回収など戴冠式の準備を進める一方で、レジスタンスの指導者達による統一戦線のための会合が、いまや占領軍のおひざ元であるロンドンで開かれようとしていた。その会合を妨害する陰謀を確信したペニーはロンドンへ急ぐ。

## 登場人物
ニコラス・ペニー
英独友好同盟軍曹、元教師。
クルト・フォン・グラース
英国西部地方の軍政長官、ドイツ陸軍中将。
ロイ・ロック
パブの主人、ニコラスの幼友達。
マティ・コーディントン
ニコラスの幼友達。
シュトルツ
英国西部地方の親衛隊と警察の管区本部長、連隊指揮官。
ジョン・ミルズ
レジスタンスの大佐。